# 黑籽荸荠
黑籽荸荠（学名：Heleocharis caribaea）是莎草科荸荠属的植物。分布于日本、台灣、缅甸、马来西亚、泰国、印度尼西亚、印度以及中国大陆的广东、海南、福建等地，一般生于路旁及水边，目前尚未由人工引种栽培。